# Pyrausta elwesi
Pyrausta elwesi là một loài bướm đêm trong họ Crambidae.